# پدرو آلوارز د تولدو
پدرو آلوارز د تولدو (به اسپانیایی: Pedro Álvarez de Toledo y Zúñiga) (۱۴۸۴ سالامانکا، اسپانیا؛ ۱۵۵۳ فلورانس، ایتالیا) از سال ۱۵۳۲ تا پایان عمرش فرماندار ناپل از سوی پادشاهی اسپانیا بود. پس از آنکه از سوی پادشاه اسپانیا فرناندوی دوم، در ناپل حکومتی از نوع فرمانداری بنا نهاده شد هرج و مرج سراسر ناپل را فرا گرفت و فرمانداران منصوب شده به حکومت ناپل نمی‌توانستند اوضاع را سر و سامان بخشند به همین دلیل دون پدرو آلوارز د تولدو به فرمانداری ناپل منصوب شد. در دوران پدرو آلوارز د تولدو اصلاحات اساسی در ناپل صورت گرفت و نوسازی‌ها و اقدامات شهری و اداری بلند پروازانه‌ای انجام شد، از سوی دیگر اما سرکوبگری‌هایی مانند تفتیش عقاید را در ناپل به اجرا در آورد که در سال ۱۵۴۷ بوسیلهٔ یک قیام مردمی متوقف شد.